# (15151) Wilmacherup
(15151) Wilmacherup est un astéroïde de la ceinture principale.

## Description
(15151) Wilmacherup est un astéroïde de la ceinture principale. Il fut découvert le 4 mars 2000 aux Monts Santa Catalina par le projet CSS. Il présente une orbite caractérisée par un demi-grand axe de 2,36 UA, une excentricité de 0,23 et une inclinaison de 2,2° par rapport à l'écliptique.

## Compléments